# Station Mladeč
Železniční stanice Mladeč (Nederlands: Station Mladeč) is een station in de Tsjechische gemeente Mladeč. Het station ligt aan spoorlijn 274 (die van Litovel naar Mladeč loopt). Het station is onder beheer van de SŽDC en wordt bediend door stoptreinen van de České Dráhy. Naast het station Mladeč zelf, liggen ook de stations Mladeč jeskyně en Chudobín in de gemeente Mladeč.
Litovel předměstí ↔ Chudobín ↔ Mladeč jeskyně ↔ Mladeč